# Carindale
Carindale is een plaats in de Australische deelstaat Queensland en telt 15.135 inwoners (2006).